# 全国指導者ローゼンベルク特捜隊

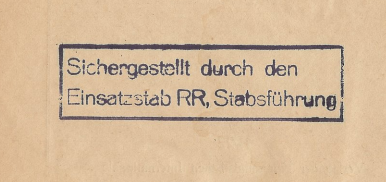
ERRのスタンプ。「ERRによって確保済み」と記載されている。

全国指導者ローゼンベルク特捜隊（ドイツ語: Einsatzstab Reichsleiter Rosenberg, ERR）は、国家社会主義ドイツ労働者党（NSDAP, ナチ党）が第二次世界大戦中に設置した、ナチ党外務局（Außenpolitisches Amt der NSDAP, APA）局長である全国指導者アルフレート・ローゼンベルクの指導下で、美術品の略奪等を行なった組織である。

## 組織

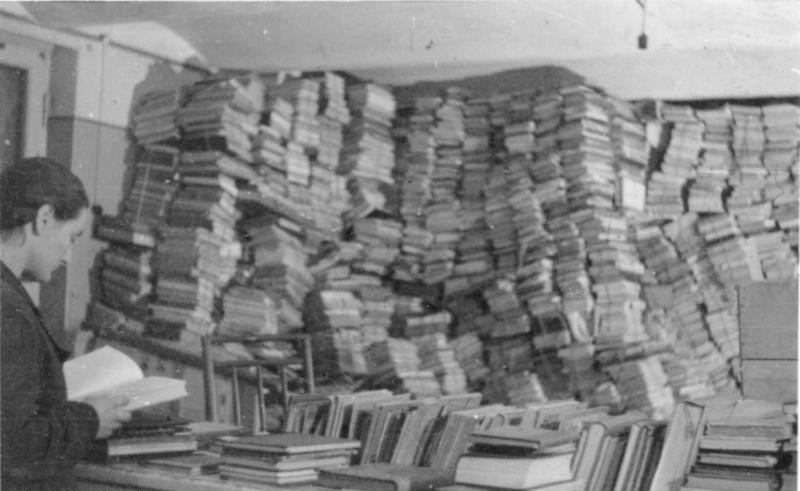
ERRが略奪した書籍（1943年、リガ）

ERRが設立された背景には、ローゼンベルクが提唱した「国家社会主義研究の中心的な拠点」となる高等学院 (Hohe Schule) の設置に関する計画がある。ローゼンベルクはこの研究機関を完成させる為には国家社会主義の敵、すなわちユダヤ人、フリーメイソン、共産主義者などの文献を占領地にて収集する必要があると主張していた。
1940年7月、クルト・フォン・ベーアを隊長としてERR在仏司令部がパリに設置される。外務局第3課(Amt III des APA)の一部たるERR中央事務局 (Zentralamt des ERR) はローゼンベルク事務所および外務局庁舎に隣接したベルリン・マルガレーテ通り18番地 (Margaretenstraße 18) に設置された。ERRは国家機関ではなくNSDAPの党機関であり、ローゼンベルクの提唱した高等学院に関する構想に従いユダヤ人やフリーメイソンなどドイツの「敵」に関する文書の収集を任務とした。しかし押収部隊から多数の芸術品・文化遺産の発見に関する報告が増え始めるとこれの略奪も任務に加わり、やがて芸術品・文化遺産の略奪がERRの主たる任務となっていった。
1940年7月、アドルフ・ヒトラーは新設されたERRに対して次の総統命令 (Führerbefehl) を発した。
- いわゆる「未申請のユダヤ財産」として発見された全ての貴重な文化遺産を接収せよ。
- 図書館や記録保管所を捜索し、国家社会主義ドイツに対して価値のあるものを接収せよ。
- 教会および支部をドイツの監督下に置いた上で捜索を行い、資料を確保せよ。

また1940年9月17日、ヴィルヘルム・カイテル元帥はヒトラーの代理人として、「あらゆる引き取り手のない文化遺産の確保」 (jeglichen herrenlosen Kulturbesitz sicherzustellen) を命じている 。
ERR隊員らは占領下のフランス国内に展開して書籍・記録文書の捜索および回収を行なった他、ベネルクス三国では膨大な数の美術品をユダヤ人から略奪した。ドイツ大使館と親衛隊特別行動隊および秘密野戦警察 (GFP) では、パリの占領直後から事前にリストアップされていた美術館や個人収集家などを対象とした略奪を開始している。ローゼンベルクやERRもこうした活動に深く関与していたとされる。その後、ERRは占領地における唯一の公的な略奪部隊として活動する事を認められ、ローゼンベルクはアドルフ・ヒトラー総統から略奪に関する全権を委任された。1941年4月から1944年7月にかけて、ERRによるパリからベルリンへ向けた29回の略奪品輸送が行われた。これらの保管はノイシュヴァンシュタイン城に駐在するERRが担当した。
1940年から1945年にかけて、ERRはフランス、ベネルクス三国、ポーランド、バルト三国、ギリシャ、イタリア、帝国全権委員区オストラント、帝国全権委員区ウクライナなどで活動した。ERRでは地域ごとに主要行動隊(Haupteinsatzgruppen)が、分野別に特務幕僚部(Sonderstäbe)が編成されていた。多くの場合、ERRによる略奪を受けた者は強制収容所へと送られた。

## ゲーリングの関与
外務局長という地位にこそあったものの、権力闘争に敗れたローゼンベルクの政治権力と人望は極めて限られていた。例えばフランスにおける最初の略奪の折、ローゼンベルクはパリの占領軍司令官に略奪品の本国移送を命じているが、司令官はこれを拒否したばかりか、逆にローゼンベルクらによる略奪の中止を命じてきたのである。ここでERRに手を貸したのが空軍総司令ヘルマン・ゲーリングであった。当時NSDAPのナンバー2として権力を振るい、またローゼンベルクとは比較にならない人望を持ちあわせていたゲーリングは、占領地における略奪への協力を決定し、パリの在仏空軍司令部と鉄道、および党組織である外貨保護部隊などに全面的なERRの支援を行わせた。ERRと美術品の所有権について衝突するようになると、ゲーリングはERRに部下を潜り込ませ、特定の美術品を優先して自分の元へ送らせた。例えば在仏ERR隊長(Leiter des ERR in Frankreich)および在仏造形芸術担当特務幕僚 (Sonderstab Bildende Kunst in Frankreich) を務めていたクルト・フォン・ベーアはローゼンベルクよりもゲーリングの要望を優先して活動に当たっていた。在ベルリンERR隊長だった特務幕僚ゲルハルト・ウティカールもローゼンベルクを軽視してゲーリングの命令に従っていた。ゲーリングはまた写真家や美術史家を空軍および陸軍の一部から引き抜いてパリの特務幕僚部に派遣していた。美術史家ギュンター・シートラウスキーや写真家カール・クレス (Karl Kress) は東部戦線派遣の免除と引き換えに特務幕僚部に移ったということもあり、ゲーリングに対して非常に忠実であったという。パリの特務幕僚部指導者だったブルーノ・ローゼは、ベルリン出身の美術史家兼美術商で、ERR配属までは陸軍の戦車猟兵科伍長勤務二等兵として東部戦線に従軍していた。その経歴を評価され、ローゼは1ヶ月間の期限付きでパリのERRに出向する。そして略奪品展示会の折にローゼと出会ったゲーリングは、彼が持ち合わせる17世紀オランダ画家に関する専門知識に感銘を受け、出向ではなく正式な特務幕僚としてパリに迎えたのである。まもなく視覚芸術担当特務幕僚副長となったローゼは空軍軍人としての身分を得てパリ司令部内に勤務した。ゲーリングのパリ訪問にあわせて催される略奪品展示会の責任者もローゼであり、1941年から1942年の間に20回ほどの展示会が開催された。また、古美術品市場にてゲーリングの代理人として品物を探すのもローゼの任務であった。多くのERR隊員がローゼンベルクではなくゲーリングの為に働いていたが、この中でもローゼは完全にERRの権限・任務を逸脱し、ゲーリングの要望によってのみ働いていた。

## 在仏ERR（1940年 - ）
在仏空軍の全面協力を得ていた在仏ERRは、ゲーリングとローゼンベルクの要望に従ってジュ・ド・ポーム国立美術館を襲撃し、多数の展示品を略奪した。その他の美術館や博物館、図書館も襲撃を受け、ERRの活動記録によれば203の施設から21,903点の物品が略奪されたという。占領下のフランス各地、各所で略奪・押収された芸術作品や工芸家具品は、ジュ・ド・ポーム国立美術館に一時収集され、ここで整理・記録されて、さらにそれが「退廃芸術品」であるか、ないかが判定される。「退廃芸術品」と判定されると、ジュ・ド・ポーム国立美術館にそのまま保管され、場合によっては一部は処分されたが、「退廃芸術品」と判定されなかったものは、ナチスの大物、とりわけゲーリングに特別展示がなされた。こうして、占領下のフランスから体系的に芸術品・工芸品が略奪され、ドイツ帝国本国に送られていった。

## 在東欧ERR（1941年 - ）

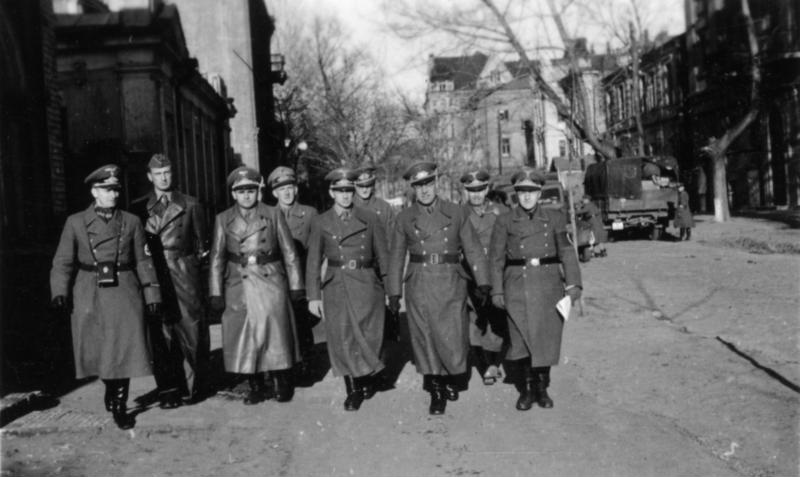
ウクライナ・キエフにて活動するERRの隊員

ポーランドにおける略奪は、1939年から1940年のポーランド攻略が完了した直後からポーランド総督府幹部将校カイェタン・ミュルマンの主導により行われた。1941年6月にはバルバロッサ作戦の発動と共に独ソ戦が始まり、その後東部占領地域大臣に就任したローゼンベルクの命令によりERRが東欧へ派遣された。東部戦線へ進出したERRはすぐ支所 (Außenstelle) を設置し、さらにオストラント (Ostland)、中央 (Mitte)、ウクライナ (Ukraine)という3つの主要行動隊 (Hauptarbeitsgruppen, HAG) を組織した。オストラントHAGはバルト三国を、中央HAGはベラルーシおよびロシア西部を、ウクライナHAGはウクライナを担当地域とした。東部戦線におけるERRの活動はしばしばゾンダーコマンド・キュンスベルクやアーネンエルベといった親衛隊長官ハインリヒ・ヒムラーが指揮する組織と衝突することになる。これらの3組織はいずれも親衛隊および国防軍による協力の元、美術品や文献等の略奪ないし破壊をその任務としていた。

## ERRの構造

### ベルリン中央事務所(Zentralamt Berlin)
ベルリン中央事務所は外務局の部局として設置されていた。以下の部局 (Hauptabteilung) で構成された。
- 第III局 (Hauptabteilung III) - 特務隊。局長：ヘルマン・フォン・イングラム (Herrmann von Ingram)
- 第IIIa局 (Hauptabteilung IIIa) - ユダヤ財産の凍結および整理・監理。局長：ヘルマン・フォン・イングラム
- 第IIIb局 (Hauptabteilung IIIb) - 美術品監理担当部隊。局長：ヴァルター・レーボック (Walter Rehbock)
- 特務幕僚長 (Chef der Sonderstäbe)
  - 幕僚長 (Stabsführer)：ゲオルク・エーバーツ (Georg Eberts)、ゲルハルト・ウティカール（ドイツ語版）
  - 補佐官 (Hilfestellung)：ゲルト・ヴンダー（ドイツ語版）、カール・ブレトハウアー（ドイツ語版）
  - 副隊長 (Stellvertretender Leiter)：フランツ・ザイボート (Franz Seiboth)
  - 監査官 (Inspekteur)：ハンス・ハーゲマイアー（ドイツ語版）

1940年7月にパリで設置されたERR西部局 (Amt Westen des ERR) は、フランス、ベルギー、ルクセンブルク、オランダを担当地域とした。設置時は臨時でDRKの現場指導者 (Feldführer) でもあったクルト・フォン・ベーアが長を務め、同年秋からゲオルク・エーバーツが務めた。エーバーツの本来の担当分野は視覚芸術であったが、西部局担当地域における全ての特務幕僚部の長を兼ねていた。1941年初頭、エーバーツはERRの長たる職をゲルハルト・ウティカールに引き継ぐ。これと共に全ての地域におけるERRの活動を統括する本部組織として中央事務所が設置され、この際にDRK上級現場指導者に昇進していたフォン・ベーアは西部局の長たる在仏ERR隊長に就任している。また、この頃までに西部局の担当地域にはベネルクス諸国が加わっていた。ベーアは視覚芸術担当特務幕僚部の長を務めていた。またエーバーツは大使館付のローゼンベルクの代理人としてパリに残った。1942年3月25日、ベーアはM行動 (M-Aktion) として知られる略奪作戦を指揮した。これは収容者や追放者らの家屋からドイツ人の為に家財品を略奪する事を目的としていた。
パリには次の7つの特務幕僚部 (Sonderstäbe) が設置され、西欧におけるERRの活動を指揮した。
- 音楽担当特務幕僚部 (Sonderstab Musik) [7]
  - 隊長 (Leiter)：ヘルベルト・ゲーリック（ドイツ語版）
- 造形芸術担当特務幕僚部 (Sonderstab Bildende Kunst) - ルーブル美術館担当特務幕僚部 (Sonderstab Louvre) を兼ねる。
  - 隊長：クルト・フォン・ベーア、のちにロベルト・ショルツ（ドイツ語版）
  - 副隊長：ブルーノ・ローゼ。1943年以降はヴァルター・ボルヒャース (Walter Borchers) が実権を握る。
- 高等学院図書館建設担当特務幕僚部 (Sonderstab Bibliotheksaufbau Hohe Schule)
  - 隊長：ヴァルター・グローテ (Walter Grothe)、のちにゲルト・ヴンダー
- 先史担当特務幕僚部 (Sonderstab Vorgeschichte)
  - 隊長：ハンス・ライナート（ドイツ語版）、のちにルドルフ・シュタンプフース（ドイツ語版）
- 教会担当特務幕僚部 (Sonderstab Kirchen)
  - 隊長：アントン・ダインドル (Anton Deindl)
- 東部担当特務幕僚 (Sonderstab Osten)
  - 隊長：ゲオルク・ライプブラント（ドイツ語版）
- 人種政策問題担当特務幕僚部 (Sonderstab für rassenpolitische Fragen) - 組織上はERRに属した。

また、のちに次の特務幕僚部が加わった。
- 学術担当特務幕僚部 (Sonderstab Wissenschaft)
  - 隊長：ハインリヒ・ヘルトレ（ドイツ語版）
- 記録文献担当特務幕僚部(Sonderstab Archive)
  - 隊長：エルンスト・ツィプフェル（ドイツ語版）
- 種族学担当特務幕僚部 (Sonderstab Sippenkunde)
- 民俗学担当特務幕僚部 (Sonderstab Volkskunde)
  - 隊長：ハンス・シュトローベル（ドイツ語版）
- 報道担当特務幕僚部 (Sonderstab Presse) - 1944年設置。
  - 隊長：カールハインツ・リューディガー (Karlheinz Rüdiger)
- グスタフ・アップ博士特務幕僚部 (Sonderstab Dr. Gustav Abb) - 司書グスタフ・アップ（ドイツ語版）を長として図書の選別を担当した。
- 世界観情報担当特務幕僚部 (Sonderstab weltanschauliche Information) - 在ベルリン。
  - 隊長：ヴィルヘルム・ツィーグラー（ドイツ語版）

1943年1月の段階で、ERRには350人の職員がいた。

### 支所 (Außenstelle) および集積所 (Depot)
1943年春、ベルリン中央事務所が爆撃に晒された。同年9月、特に東部から回収された図書類を安全に保管する為の施設としてラーティボーアに支所 (Außenstelle) が設置された。支所長はゲルト・ヴンダーが務めた。支所ではプレス城 (Schloss Pless) などの集積所 (Depot) に図書類を保管し、必要に応じてこれを各地へ輸送した。科学担当特務幕僚部もラーティボーアを活動の拠点としていた。1945年1月、ラーティボーアの施設が放棄される。この際、輸送力の不足から全ての略奪品を運び出す事はできなかった。
その他、アムステルダム、ブリュッセル、ベオグラード、リガ、レヴァル、ドルパット、ミンスク、ゴールキ、スモレンスク、キエフ、チャルコフ、ドニエプロペトロフスク、シンフェロポリ、ホーエンシュヴァンガウなどにも同様の支所が設置されていた。
次のような場所が集積所として使用された。
- プレズ城 (Schloss Pless) - シュレージエン
- チェルニカ城 (Schloss Czernica) - ニーダーシュレージエン
- ノイシュヴァンシュタイン城(Schloss Neuschwanstein) - オーバーバイエルン、主要集積所 (Hauptdepot)
- バンツ修道院（ドイツ語版） (Kloster Banz) - オーバーフランケン、フォン・ベーアの邸宅を兼ねる。
- ホテル・アンネンハイム (Hotel Annenheim) - フィラッハ
- タンツェンベルク修道院（ドイツ語版） - ケルンテン、接収後に高等学院用集積所として転用された。

## 対抗組織
戦時中から戦後しばらくにかけて、連合国ではERRおよびその他のドイツ側組織によって行われた美術品等の略奪を調査し、また略奪品の返還などを行う組織として次のようなものを設置していた。
- 記念碑、造形芸術および記録文献部（英語版）(Monuments, Fine Arts & Archives-Section, MFA&A) - 1942年設置。連合軍における略奪調査の専門部隊。
- ミュンヘン中央美術品収集所（英語版）(Munich Central Collecting Point, CCP) - 1945年6月17日に設置されたアメリカ軍の部局。ドイツおよびオーストリア各地に600個以上の支所を設置していた。1949年9月よりドイツ当局に管理権限を引き渡している。1945年から1951年までにおよそ700,000個の略奪品が返還された。1962年、文化財信託局 (Treuhandverwaltung für Kulturgut, TVK) として再編された。
- 芸術回復委員会 (Commission de Récupération Artistique, CRA) - 1944年9月設置。フランスにおける美術品奪還の担当部局。
- 欧州ユダヤ文化復興委員会 (Commission on European Jewish Cultural Reconstruction, CEJRC) - 1944年、サロー・バロンやハンナ・アーレントなどの手で設立された。略奪されたユダヤ文化に関する文献の奪還を任務としていたが、当時は欧州におけるユダヤ人の再定住は絶望的と考えられていた為、回収された文献の多くはイスラエルへ引き渡されたという[10]。
- ユダヤ文化復興社 (Jewish Cultural Reconstruction, Inc, JCR) - 1947年設置。ユダヤ文化の奪還を担当した。1949年より米政府から信託会社としての認可を受ける。
- ユダヤ人返還後継機関 (Jewish Restitution Successor Organisation, JRSO) - 1948年設置。美術品・文化財産以外の略奪品の捜索および奪還を任務とした。
- オッフェンバッハ資料保管庫 (Offenbach Archival Depot, OAD) - アメリカが運営していたユダヤ文化に関する略奪文献の主要な保管庫[11]。

ドイツ連邦共和国が成立すると、以後の略奪品の捜索および返還は連邦共和国政府が管轄した。